# Erik Vanmarcke
Erik Hector Vanmarcke (* 6. August 1941 in Menen, Belgien; † 7. Juli 2025) war ein belgisch-US-amerikanischer Ingenieurwissenschaftler.
Vanmarcke studierte an der Katholischen Universität Löwen mit dem Ingenieurs-Abschluss 1965 und an der University of Delaware mit dem Master-Abschluss 1967. 1970 wurde er am Massachusetts Institute of Technology promoviert. Er wurde Professor für Bauingenieurwesen am MIT und ab 1985 Professor an der Princeton University.
Er war Gastprofessor an der Harvard University (1984/85) und der Stanford University (ab 1991).
Vanmarcke befasste sich mit Geotechnik (geologische und geotechnische Risiken), Stabilität von Bauwerken zum Beispiel gegenüber Wind, Wasserwellen und Erdbeben, Risikoabschätzung und -management und Zufallsfeldern (random fields, random field theory) zur stochastischen Simulation.
In den 1990er Jahren befasste er sich auch mit den Ursprüngen kosmischer Strukturen.
1975 erhielt er den Raymond C. Reese Research Prize der American Society of Civil Engineers (ASCE), 1984 den Walter Huber Research Prize und 2012 die Alfred M. Freudenthal Medal.
Ab 1982 war er Gründungsherausgeber der Fachzeitschrift Structural Safety.

## Schriften
- Random fields: analysis and synthesis, MIT Press 1983, World Scientific 2010
- Herausgeber mit Craig Taylor: Infrastructure risk management processes : natural, accidental, and deliberate hazards, ASCE 2006
- Herausgeber mit Craig Taylor: Acceptable risk processes: lifelines and natural hazards, ASCE 2002
- Quantum origins of cosmic structure, Rotterdam: Balkena 1993